# Dita Charanzová
Dita Charanzová (ur. 30 kwietnia 1975 w Pradze) – czeska polityk i dyplomata, posłanka do Parlamentu Europejskiego VIII i IX kadencji.

## Życiorys
Absolwentka Wyższej Szkoły Ekonomicznej w Pradze, kształciła się następnie w szkole dyplomatycznej Escuela Diplomática w Hiszpanii. W 2001 obroniła dysertację doktorską na Wydziale Stosunków Międzynarodowych VŠE. 
Przez osiem lat pracowała w służbie dyplomatycznej. Była zatrudniona m.in. w stałym przedstawicielstwie Republiki Czeskiej przy Unii Europejskiej w Brukseli, gdzie kierowała zespołem ds. polityki handlu i rozwoju. Później została kierownikiem studia telewizyjnego w Strasburgu, relacjonującego prace Zgromadzenia Parlamentarnego Rady Europy.
W 2014 dołączyła do ugrupowania ANO 2011, uzyskując w tym samym roku z ramienia tej partii mandat deputowanej do Europarlamentu VIII kadencji. Z powodzeniem ubiegała się o reelekcję w 2019.